# Ross Venus
Ross Venus (* 28. April 1994 in Solihull) ist ein britischer Eishockeyspieler, der bei Coventry Blaze in der Elite Ice Hockey League unter Vertrag steht. Den Sommer 2018 spielt er bei den Canterbury Red Devils in der New Zealand Ice Hockey League.

## Karriere
Ross Venus spielt seit Beginn seiner Karriere bei Coventry Blaze, für die er bereits als 12-Jähriger in der britischen U16-Liga und später auch in der U18-Liga aktiv war. In der U16-Liga kam er zeitweise auch zu Einsätzen für den Konkurrenten Mercian Menace. Mit erst 16 Jahren gab er 2010 sein Debüt in der Elite Ice Hockey League, in der er seither für das Team aus den West Midlands aktiv ist. Lediglich in der Spielzeit 2011/12 war er zeitweise an die Telford Tigers aus der klassentieferen English Premier Ice Hockey League ausgeliehen. Mit Coventry gewann er 2015 die Playoffs der EIHL, wobei er beim 4:2-Endspiel-Sieg über die Sheffield Steelers das vorentscheidende 3:0 erzielte. Die Sommerpause 2018 überbrückt er bei den Canterbury Red Devils in der New Zealand Ice Hockey League.

### International
Im Juniorenbereich stand Venus für Großbritannien bei der U18-Weltmeisterschaft 2012 in der Division II sowie den U20-Weltmeisterschaften der Division I 2013 und 2014 auf dem Eis.
In der britischen Herren-Nationalmannschaft wurde Venus erstmals im Februar 2016 bei der Olympiaqualifikation für die Winterspiele 2018 in Pyeongchang eingesetzt. Im April desselben Jahres nahm er an der Weltmeisterschaft 2016 in der Division I teil.

## Erfolge und Auszeichnungen
- 2015 Playoff-Sieger der Elite Ice Hockey League mit Coventry Blaze

## Statistik
(Stand: Ende der Saison 2017/18)